# Meringomolgus
Genre
Meringomolgus est un genre de copépodes de la famille des Rhynchomolgidae.

## Distribution
Les espèces de ce genre sont endémiques de Madagascar. Elles se rencontrent dans l'océan Indien.
Les espèces de ce genre sont associées à des Alcyonacea.

## Liste des espèces
Selon World Register of Marine Species (24 décembre 2017) :
- Meringomolgus devotus Humes & Stock, 1973
- Meringomolgus facetus Humes & Stock, 1972
- Meringomolgus hamatus Humes & Stock, 1973

## Publication originale
- Humes & Stock, 1972 : Preliminary notes on a revision of the Lichomolgidae, cyclopoid copepods mainly associated with marine invertebrates. Bulletin of the Zoological Museum of the University of Amsterdam, vol. 2, no 12, p. 121-133.